# Gymnotocinclus anosteos
Genre
Espèce
Gymnotocinclus anosteos, unique représentant du genre Gymnotocinclus, est une espèce de poissons d'eau douce de la famille des Loricariidae.

## Description
Gymnotocinclus anosteos est atypique comparé aux autres Loricariidae car l'armure, si caractéristique de cette famille, y est extrêmement réduite. Sa taille maximale est de 44 mm, queue non comprise.

## Répartition
Gymnotocinclus anosteos est endémique du rio Tocantinzinho (d) dans l’État de Goiás au Brésil.

## Systématique
Le nom valide complet (avec auteur) de ce taxon est Gymnotocinclus anosteos Carvalho (d), Lehmann-A. (d) & Reis (d), 2008.

## Étymologie
Le genre Gymnotocinclus est composé de la racine grecque Gymno- γυμνός (gumnós) voulant dire nu et d’Otocinclus, l'un des genres de la sous-famille des Hypoptopomatinae en référence à la réduction très marqué de son armure.
Le nom d'espèce anosteos signifie sans os en grec en raison de l'absence d'os de connexion latérale.

## Publication originale
- (en) P. Tiago, Pablo C. Carvalho, A. Lehmann, Roberto E. Reis, « Gymnotocinclus anosteos, a new uniquely-plated genus and species of loricariid catfish (Teleostei: Siluriformes) from the upper rio Tocantins basin, central Brazil », Neotropical Ichthyology, vol. 6, no 3, 2008, p. 329-338 (lire en ligne).